# Petrila
Petrila – miasto w Rumunii, w Siedmiogrodzie, w okręgu Hunedoara. Liczy 24,5 tys. mieszkańców (2012). Rozwinęło się w XIX w. po założeniu w okolicy kopalni węgla kamiennego.

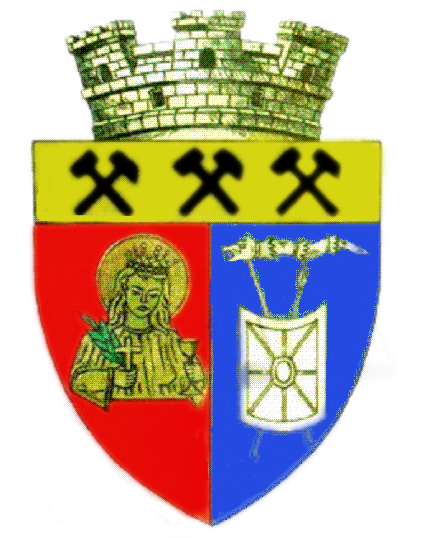
Herb miasta Petrila